# Münchner Moderne
Die Münchner Moderne war, wie die Berliner und die Wiener Moderne, einer der Impulsgeber der modernen Kunst und Literatur vom Ende des 19. Jahrhunderts bis zum Ersten Weltkrieg. Gelegentlich wird auch die Münchner Kunstszene der 1920er Jahre noch als Münchner Moderne bezeichnet.
Besonders einflussreich wurde die Malervereinigung „Der blaue Reiter“. Die von Michael Georg Conrad gegründete Zeitschrift Die Gesellschaft war die erste naturalistische Literaturzeitschrift, der Verein Gesellschaft für modernes Leben förderte die moderne Literatur.
Das Satire-Blatt Simplicissimus gehörte zu den bedeutendsten zeitkritischen Zeitschriften des Deutschen Kaiserreichs.
Die Schriftsteller und Künstler der Münchner Moderne gehörten oft auch der Schwabinger Bohèmeszene der Jahrhundertwende an.
Folgende Maler werden gemeinhin der Münchner Moderne zugerechnet: 
- Lovis Corinth
- Olaf Gulbransson
- Thomas Theodor Heine
- Alexej Jawlensky
- Wassily Kandinsky
- Ernst Ludwig Kirchner
- Paul Klee
- Franz Marc
- Gabriele Münter
- Marianne von Werefkin

Zu den Schriftstellern der Münchner Moderne werden gezählt: 
- Otto Julius Bierbaum
- Max Bernstein
- Margarete Beutler
- Michael Georg Conrad
- Anna Croissant-Rust
- Max Dauthendey
- Ludwig Derleth
- Leonhard Frank
- Stefan George
- Catherina Godwin
- Hanns von Gumppenberg
- Max Halbe
- Franz Hessel
- Alfred Walter Heymel
- Georg Hirschfeld
- Korfiz Holm
- Friedrich Huch
- Ricarda Huch
- Ludwig Klages
- Detlev von Liliencron
- Carl Georg von Maassen
- Heinrich Mann
- Thomas Mann
- Erich Mühsam
- Oskar Panizza
- Stanisław Przybyszewski
- Franziska zu Reventlow
- Josef Ruederer
- Benno Rüttenauer
- Ludwig Scharf
- Georg Schaumberg
- Julius Schaumberger
- Oscar A. H. Schmitz
- Rudolf Alexander Schröder
- Alfred Schuler
- Reinhart von Seydlitz
- Edgar Steiger
- Carl Sternheim
- Ludwig Thoma
- Frank Wedekind
- Alfred Wolfenstein
- Karl Wolfskehl
- Ernst von Wolzogen

## Veröffentlichungen
- Modernes Leben. Ein Sammelbuch der Münchner Modernen. Mit Beiträgen von Otto Julius Bierbaum, Julius Brand, Michael Georg Conrad, Anna Croissant-Rust, Hans von Gumppenberg, Oskar Panizza, Ludwig Scharf, Georg Schaumberger, Reinhart von Seydlitz, Frank Wedekind. Poeßl, München 1891 (als Periodikum angelegt, nur eine Ausgabe erschienen). Nachdruck: Hansebooks, Norderstedt 2016, ISBN 978-3-7428-0537-9.